# 문화방송에 대한 방송위원회의 경고 사건
문화방송에 대한 방송위원회의 경고 사건(2004헌마290)는 대한민국 헌법재판소 판례이다.

## 사실관계
청구인과 PD수첩의 제작책임자인 청구인 최X용은 방송에서 '친일파는 살아있다 2'라는 제목의 프로그램을 방송하였는데, 그 내용에는 '일제하친일 반민족행위 진상규명특별법안의 국회 본회의 상정이 미루어지고 있는 이유를 다루면서 부친들이 일제시대 면장을 지낸 국회 법제사법위원회 최연희, 김요윤 의원이 위 법안을 반대하거나 그 주요내용의 삭제를 주장하고 있다는 것이 포함되었다. 당시 2004년 실시되는 제17대 국회의원 선거를 앞두고 선거방송심의위원회가 설치되어 있었는데,  심의위원회는 위 방송이 "그 내용의 구성에 있어 특정한 입후보예정자에게 유리하거나 불리하도록 한 것이며 해당 입후보자가 출마할 지역구내 타 후보와의 형평성을 지키지 아니한 것"이라며 청구인들에 대하여 '경고 및 관계자 경고'를 하는 심의결정을 하여 방송위원회에 통보하였고, 방송위원회는 청구인들에게 '경고 및 관계자 경고'를 하였다. 청구인들은 서울행정법원에 위 경고처분의 취소를 구하는 소를 제기하는(행정처분이 아니라는 이유로 각하됨) 한편, 이 사건 헌법소원심판을 청구하였다.

## 주문
피청구인이 청구인 주식회사  문화방송에게 한 '경고 및 관계자 경고'는 동 청구인의 방송의 자유를 침해한 것이므로 이를 취소한다. 청구인 최X용의 심판청구를 각하한다.

## 이유

### 심판청구의 적법 여부
청구인의 불이익은 단지 간접적, 사실적인 것에 불과하다고 볼 것이며, 이를 청구인의 기본권을 직접 제한하는 법적 불이익에 해당한다고 보기 여려우므로 자기관련성이 인정될 수 없어 부적법하다.

### 청구인 주식회사 문화방송의 심판청구 부분
이 사건 경고가 방송평가에 위와 같은 불이익을 주고 그 불이익이 방송사업자의 재허가 심사절차에 반영되는 것이라면 사실상 방송사업자에 대한 제재수단으로 작용하고, 단순한 행정지도의 범위를 넘어서는 것으로서 규제적, 구속적 성격을 가지고 있으며 청구인 문화방송의 방송의 자유에 직접적으로 효과를 미치고 있다고 볼 것이므로, 헌법소원의 대상이 되는 권력적 사실행위에 해당한다고 할 것이다.

### 이 사건 경고의 법률유보원칙의 위배 여부
그러한 제재는 방송의 자유를 제한하는 것이므로 헌법 제37조 제2항에 따라 법률적 근거를 지녀야 한다.
이 사건 규칙에 의한 그러한 '주의 또는 경고'는 구 방송법 제100조 제1항에 나열된 제재조치에는 포함되지 아니한 것이었다. 이 사건 경고의 경우 법률에서 명시적으로 규정된 제재보다 더 가벼운 것을 하위 규칙에서 규정한 경우이므로, 그러한 제재가 행정법에서 요구되는 법률유보원칙에 어긋났다고 단정하기 어려운 측면이 있다. 그러나 만일 그것이 기본권 제한적 효과를 지니게 된다면, 이는 행정법적 법률유보원칙의 위배 여부에도 불구하고 헌법 제37조 제2항에 따라 엄격한 법률적 근거를 지녀야 한다. 공직선거법 제8조의2 제5항에서 '제재조치 등'이란 표현은 단지 구 방송법 제100조의 제목을 원용한 것에 불과하고, 심의위원회에게 구 방송법 제100조 제1항의 제재조치와 별도로 추가적인 제재조치를 할 권한을 위임한 취지라고 볼 수 없다.  그 제재조치가 법률상 허용되는 것보다 더 약한 것이라 하더라도 기본권 제한효과를 지니는 한 당연히 법률적 근거가 있어야 할 것이다. 청구인 문화방송의 방송의 자유를 침해하는 것이다.

## 같이 보기
- MBC
- PD수첩